# Liste der Biografien/Kig
Liste der Biografien |
Portal Biografien |
Personensuche
# |
A |
B |
C |
D |
E |
F |
G |
H |
I |
J |
K |
L |
M |
N |
O |
P |
Q |
R |
S |
T |
U |
V |
W |
X |
Y |
Z |
?
 
Ka |
Kb |
Kc |
Kd |
Ke |
Kf |
Kg |
Kh |
Ki |
Kj |
Kl |
Km |
Kn |
Ko |
Kp |
Kr |
Ks |
Kt |
Ku |
Kv |
Kw |
Ky |
Kx |
Kz
 
Kia |
Kib |
Kic |
Kid |
Kie |
Kif |
Kig |
Kih |
Kii |
Kij |
Kik |
Kil |
Kim |
Kin |
Kio |
Kip |
Kir |
Kis |
Kit |
Kiu |
Kiv |
Kiw |
Kix |
Kiy |
Kiz
Die Liste der Biografien führt alle Personen auf, die in der deutschsprachigen Wikipedia einen Artikel haben. Dieses ist eine Teilliste mit 23 Einträgen von Personen, deren Namen mit den Buchstaben „Kig“ beginnt.

## Kig

### Kiga
- Kigami, Yoshiji (1957–2019), japanischer Anime-Filmregisseur

### Kigb
- Kigbu, Ash (* 1999), englischer Fußballspieler

### Kige
- Kigen, Benjamin (* 1993), kenianischer Leichtathlet
- Kigen, Moses Kipkosgei (* 1983), kenianischer Langstreckenläufer
- Kigen, Wilfred Kibet (* 1975), kenianischer Marathonläufer
- Kigen, Wilfred Kirwa (* 1986), kenianischer Langstreckenläufer
- Kigen, Wilson Kipkemboi (* 1980), kenianischer Langstreckenläufer
- Kiger, Al (1932–2013), US-amerikanischer Jazz-Trompeter, Komponist und Arrangeur
- Kiger, Mac (* 1998), US-amerikanischer Tennisspieler
- Kiger, Robby (* 1973), US-amerikanischer Schauspieler und Kinderdarsteller
- Kigeri IV., König von Ruanda
- Kigeri V. (1936–2016), letzte König von Ruanda in Ostafrika

### Kigg
- Kiggans, Jen (* 1971), US-amerikanische Politikerin der Republikanischen Partei
- Kiggelaer, Franz († 1722), niederländischer Apotheker und Botaniker
- Kiggell, Launcelot Edward (1862–1954), britischer Offizier, zuletzt Generalleutnant im Ersten Weltkrieg, Lieutenant Governor von Guernsey
- Kiggundu, Hamis (* 1984), ugandischer Unternehmer, Investor, Autor und PhilanthropHamis Kiggundu (* 1984)

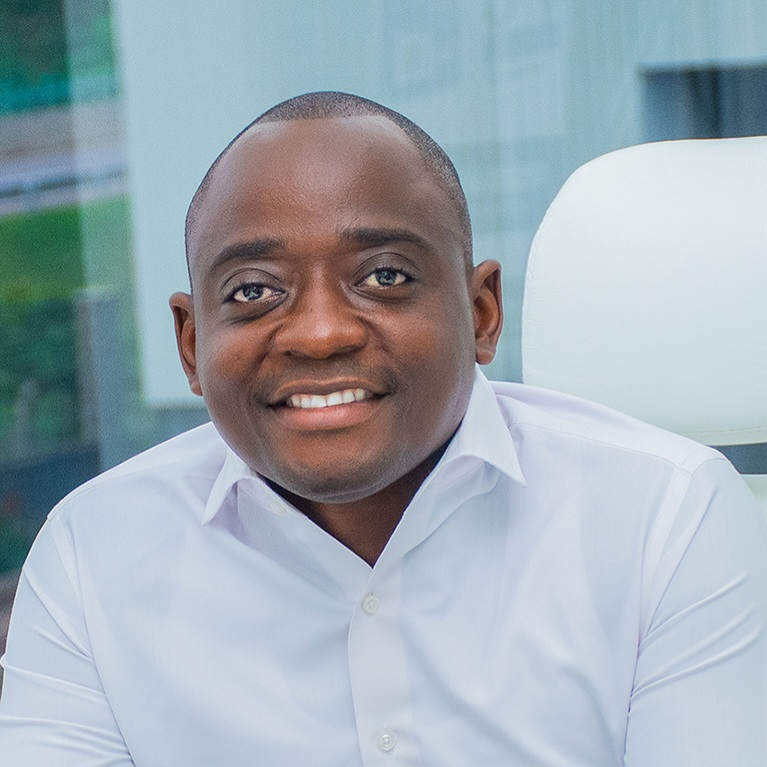
Hamis Kiggundu (* 1984)

### Kigh
- Kight, Lenore (1911–2000), US-amerikanische Schwimmerin
- Kightley, Oscar (* 1969), neuseeländischer Moderator, Schauspieler, Journalist, Drehbuchautor und Synchronsprecher
- Kightly, Michael (* 1986), englischer Fußballspieler
- Kighuradse, Ansor (* 1990), georgischer Fußballtrainer

### Kigo
- Kigoshi, Yasutsuna (1854–1932), japanischer Generalleutnant und Heeresminister

### Kigu
- Kiguchi, Kohei (1872–1894), japanischer Soldat
- Ķigurs, Mārtiņš (* 1997), lettischer Fußballspieler